# サン＝テティエンヌ国立高等鉱業学校

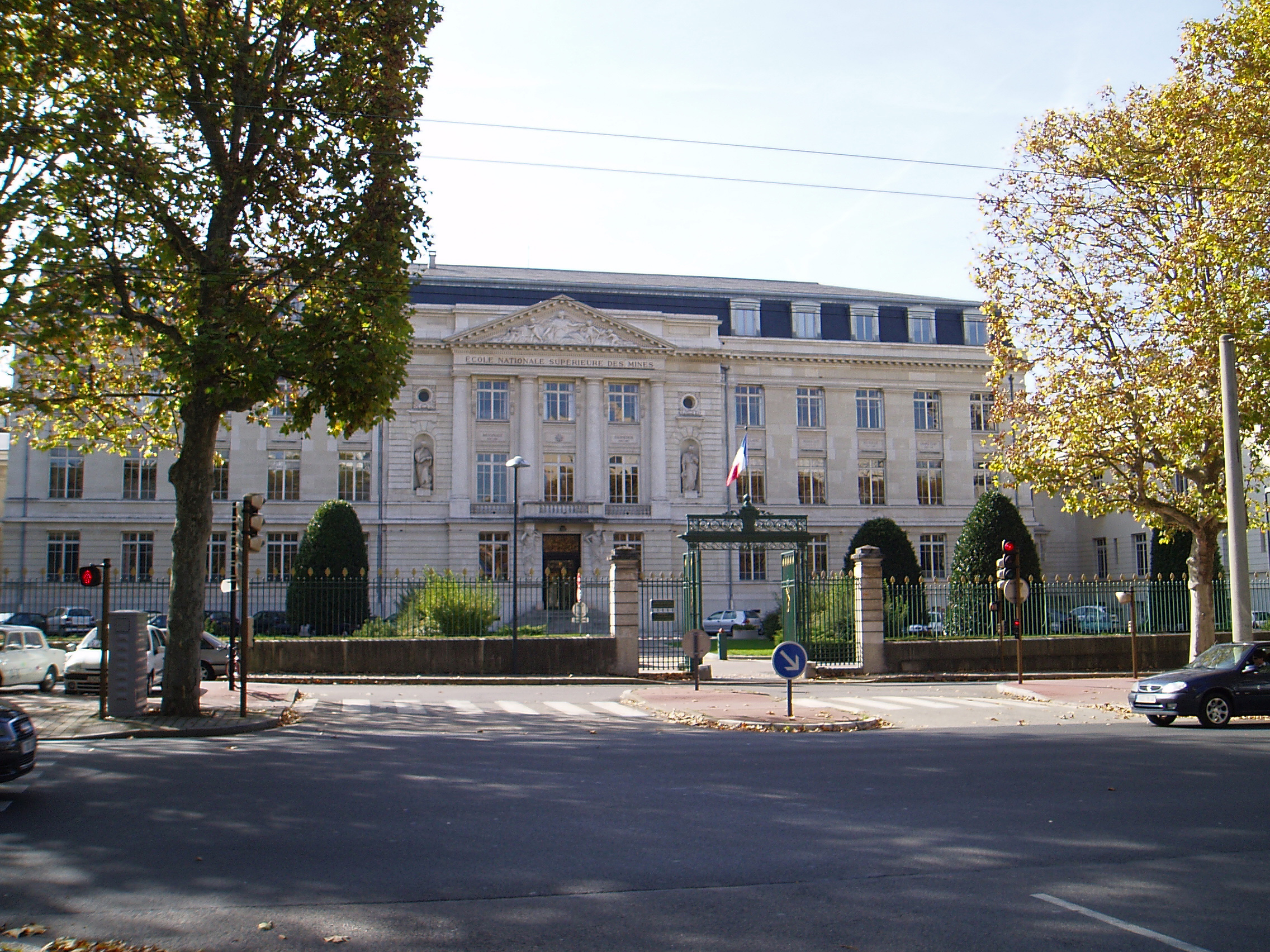
校舎

サン＝テティエンヌ国立高等鉱業学校（サン＝テティエンヌこくりつこうとうこうぎょうがっこう、フランス語: École nationale supérieure des mines de Saint-Étienne、略称: EMSE）は、フランスの工学系グランゼコール。1816年創立。
同校は、当初、鉱山技師の養成校として創立されたが、工業技術の発達や社会の変化とともに、工学分野一般の技術者を養成する学校となり、現在に至っている。

## 沿革

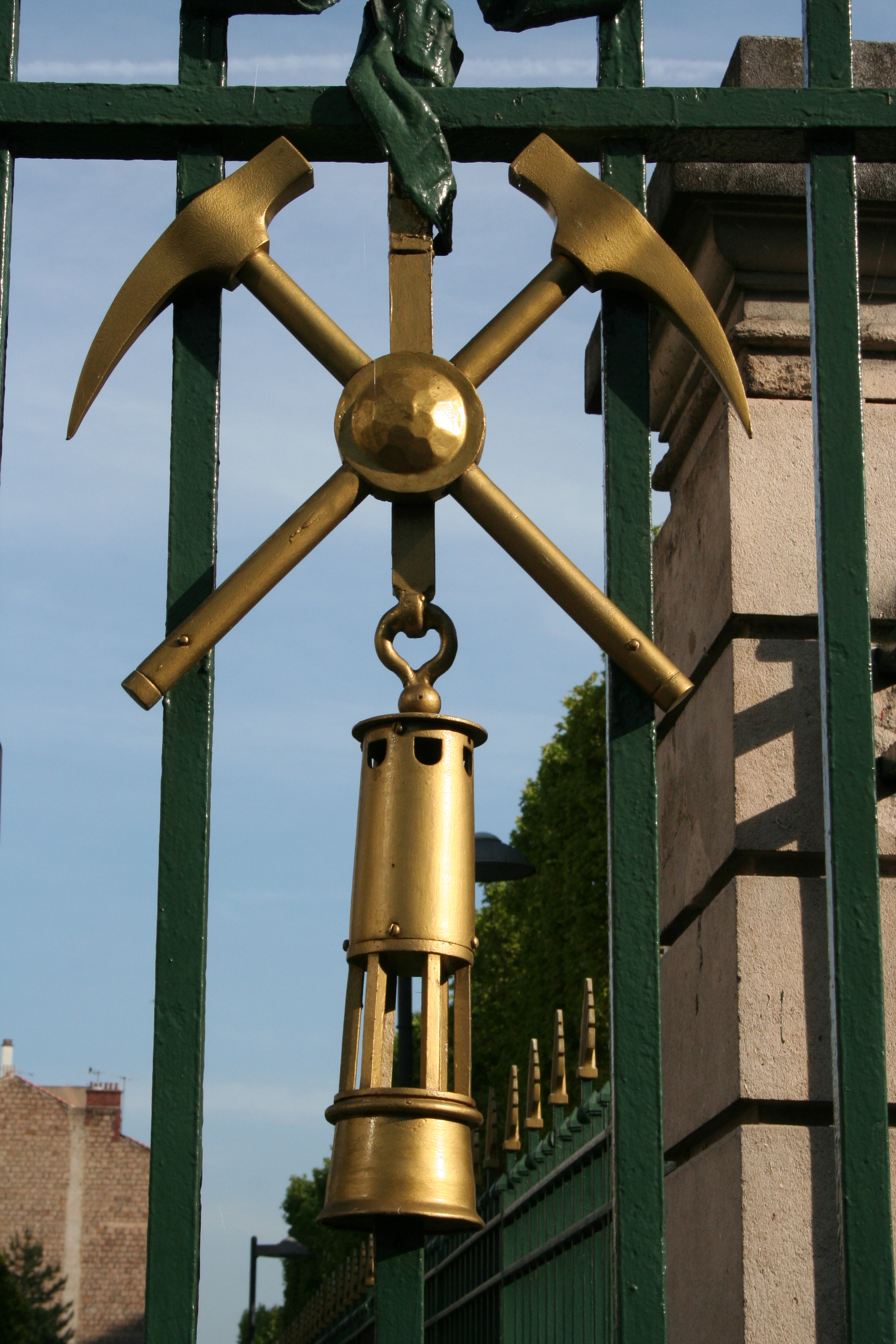
ランプ・マルソー

ルイ16世の勅令により1816年に創立されたローヌ＝アルプ地方で最も古い高等教育機関である。創立当初の目的は王室鉱山の運営にあたる技術者を養成であった。当時、鉱業はフランスの主要産業であり、鉱山労働者の安全から鉱山経営まで専門の技術が要求される産業であった。サン＝テティエンヌ鉱業学校の最初の学長であるボーミエ(Beaumier)はフランスで最初の鉄道をサン＝テティエンヌとロワール河谷間に沿ってアンドレジュ・ブウテオンまで、距離にして21キロに渡って敷設した。この鉄道敷設の目的はサン＝テティエンヌ周辺から産出される石炭を輸送することだった。当時、坑夫学校（Ecole des Mineurs）と呼ばれていたこの学校の学生たちもその計画達成のために協力した。その学生たちの中には発電用水力タービンの発明者であるフルネーロン（Fourneyron）がいた。後の卒業生の中には農学の創始者の一人で化学者のブサンゴー(Boussingault)、日本の鉱業の近代化と深い関わりを持つコワニエ（Coignet）などの名前が見られる。
1882年に学校は鉱山学校（鉱業学校、Ecole des Mines）となり、2年後には準備クラスを終えた学生を入学試験により選抜して受け入れるようになった。その後、1890年に学位を授与する権利を得た。1925年よりサン＝テティエンヌ国立高等鉱業学校（Ecole nationale supérieure des mines de Saint-Etienne) となり、フランス産業省に直属する6つの学校の一つとなり、社会的に評価の高い「Ingenieur Civil des Mines」の技師ディプロマを授与ができるようになった。「Ingénieurs Civils」は本来の意味は一般の土木工事を技師を指した。これは防衛などの軍関係の土木工事と区別するためであった。現在では、「Ingénieurs Civils」は民間事業のための技師と「Ingénieurs Civils de l'État」の公務員技師を区別する際に使われることもある。
1927年に新校舎に移転。この建物は現在も同校本部となっている。1994年に、Manufranceの旧建物の一部分が改修され、計算機科学部門が置かれている。2002年には、南仏に、ノーベル賞物理学者ジョルジュ・シャルパクの名をとったジョルジュ・シャルパク・キャンパスが建設された。このキャンパスはマイクロエレクトロニクスの研究及び教育を目的としている。

## 教育
現在、フランスには約150校の理科系グランゼコールがある。フランスの経済紙「L'Usine nouvelle」誌（2016年版）によると、パリ国立高等鉱業学校、エコール・ポリテクニーク、パリ中央学校などに超名門校に次いで第2グループ中の20位に位置している。

### 入学試験
同校入学にあたって課せられる共通試験「Concours commun Mines-Ponts」は理科系グランゼコール9校の共通試験である。この共通試験は理科系バカロレア取得し、2年間あるいは3年間の準備クラスを終了した者が受験できる。この共通試験に含まれる9校のグランゼコールは以下の通りである。また、2007年度の共通試験の受験者数は3432人で、9校全体の定員は895人であった。
- ISAE SUPAERO （定員115）
- 国立土木学校（定員112）
- パリ国立高等鉱業学校（定員90）
- サン＝テティエンヌ国立高等鉱業学校（定員120）
- ナンシー国立高等鉱業学校（定員130）
- テレコム・パリ （定員78）
- テレコム・ソフィア・アンティポリス（定員28）
- テレコム・ブルターニュ（定員120）
- 国立先端技術学校（定員102）

### 専攻分野と履修科目
- 専攻分野：1.数学 2.計算機科学 3.物理学 4.社会・経済人文科学
- 専門分野：1.産業と領土の環境 2.生産と物流管理  3.経営と企業財務 4.科学データー 5.計算機科学  6.医用生体工学 7.エネルギープロセス  8.物質工学 工学 9.構造工学  10.マイクロエレクトロニクス (専門分野での履修は以下の10科目からの2科目)

- 外国語
  - 第1外国語：英語
  - 第2外国語：日本語、中国語、ドイツ語、ロシア語、イタリア語、スペイン語、ポルトガル語から選択
  - 第3外国語 自由聴講（単位に含まれない）
- 理系選択科目：5教科必須
- 経済・人文選択科目：3年間で8教科必須
- インターンシップ：在学中3年間に通算1年間（1年次：1か月、2年次：4か月、3年次：7か月）

### 付属研究所
- Centre Ingénierie et Santé（健康工学研究所）
- Centre Microélectronique de Provence（マイクロエレクトロニクス研究所）
- Institut Henri FAYOL （アンリ・ファヨル研究所） - 材料・構造科学
- Sciences des Processus Industriels et Naturels（自然と工業プロセス科学研究所）

## 明治日本の産業革命との関わり
リヨンを中心とするローヌアルプ地方と日本との交流は江戸末期まで遡ることができる。日本とフランスの公式な交流協定が結ばれたのは1858年、黒船来航から数年後の日本がまさに動乱期を迎えようとしていた13代将軍家定の時代である。1862年には徳川幕府使節団が訪仏し、ナポレオン3世に謁見を許されている。1866年、慶喜が15代将軍になると、当時のフランス公使レオン・ロッシュは幕府改革を支持し、徳川幕府に600万ドルの借款を行った。翌年、慶喜は大政奉還をなし、幕末の動乱も終幕を迎えた。時代は明治になり、「殖産興業」「富国強兵」を掲げる新政府の日仏交流が始まった。両国の交流は技術と法律の分野で特色をなした。幕末から明治中期にかけてのフランス人「お雇い外国人」は通算は333人に及んだ。「お雇い外国人」の使命はヨーロッパの近代技術を伝えることだった。日仏間の技術交流は鉱業、鉄鋼、造船、織物の分野だった。偶然にも、これらの分野で訪日したフランス人技師のほとんどがローヌ・アルプ地方出身であった。鉱業の分野での進歩はサン＝テティエンヌ鉱業学校で学んだジャン・フランシスク・コワニエと塩野門之助の努力に寄与することが大きい。この項目では、この二人と明治・大正時代にサン＝テティエンヌ高等鉱業学校で学び、フランスで客死した二人の日本人について記す。

### ジャン＝フランソワ・コワニェ

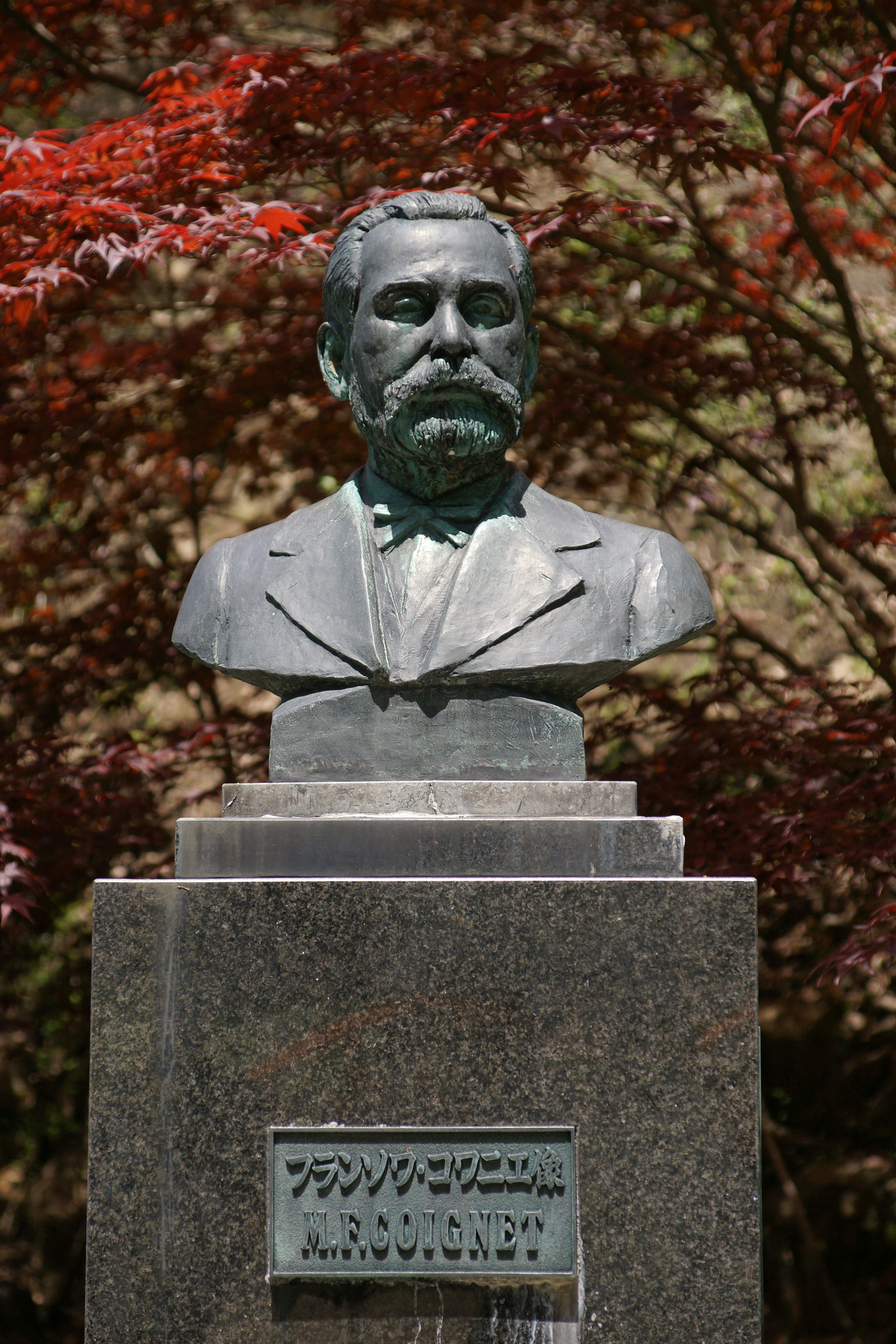
生野銀山鉱口前に建つジャン＝フランソワ・コワニェの胸像

1855年にサン＝テティエンヌ坑夫学校を卒業した。ジャン・フランシスク・コワニエは、幕末の動乱も終末を迎えた1867年に来日し、薩摩藩命により1年間、薩摩、大隅、日向の3国の鉱産地を見学した。翌年、1868年に明治維新を迎えた。コワニェは明治新政府のお雇い外国人第1号となって、生野銀山に技師長として赴任した。明治新政府とコワニェの間で交わされた雇用契約書が残されている。その頃、生野銀山は衰退していた。これは、江戸時代の排水通風の技術では、全ての坑道が作業を中断せざるを得ないところまで堀尽くされたためだった。コワニェは当初銅鉱石の開発を提案した。しかし、鉱床の調査および各地の鉱石を分析した結果、それまでの金銀の分離技術に問題があることが判明した。金品位の高い鉱石の発見により、コワニェは採掘計画を銅から金銀に変更した。コワニェは生野銀山の近代化とともに、生野に鉱山技術者の養成したり、生野から飾磨までの道路を改修して馬車道を新設したり、飾磨港の工事を行ったりした。彼の生野鉱山での810間に、フランスから地質家、鉱山技師（サン＝ティエンヌ坑夫学校の出身者2名；セヴォス、オーシェ）、坑夫、医師らを呼び寄せた。その総数は24名に達した。コワニェは日本滞在中各地の鉱山調査も併せて行い、1874年に「日本鉱物資源に関する覚書」(Notes sur la richesse minérale du Japon)を著した。これは日本の地質を大観した最初の記述であろうとされている。この論文は日本の地質構造の概要、日本鉱業の現状、日本古来の採鉱冶金法の概説の3章から構成され、実に多方面にわたり、彼の理論を述べている。鹿児島については、薩摩藩滞在中の観察にもとづく、山ヶ野・芹ヶ野・神殿・鹿篭・錫山などの記載や、野間岬の海百合石灰岩の記載まである。コワニェは教育面も重視し、「仏国の鉱学教師をして生徒を訓導せしめ、生野鉱山を修学実験所となし、人材の輩出を俟たば、事業興隆すべし」と建議した。こうして1869年（明治2年）生野鉱山修学実験所（後の生野鉱山学校）が開設され、コワニェら教授職兼任となった。彼は鉱山地質家としても優れており、伊予の別子銅山や大和の天和銅山など各地の調査にも当たった。また、鹿児島付近では穿孔性の貝化石を含む凝灰岩層が海抜40mも高いところにある事実を指摘し、隆起運動を論じた。その後、1876年（明治9年）夏には工部省鉱山寮の命により、秋田県阿仁鉱山・院内鉱山など東北・北海道の鉱山の調査を行った。日本を去ったコワニェは1877年にフランスに帰ったが、フランスで活躍する機会は与えられなかった。晩年、病弱になったコワニェリヨン、そしてイゼール県と居を移し、サンテテティエンヌで1902年6月18日に亡くなった。彼の亡骸はサンテテティエンヌに埋葬されたが、後にリヨンに隣接するブロン市にあるマリー・コワニェの実家シスレー家の墓に移された。コワニエニェ後、子もなく一人身になったマリー・コワニェは実家のあるリヨンに戻った。マリーは1924年に亡くなるまで、20年以上もリヨンで暮らした。彼女は生野での懐かしい日々をシスレー家の幼い子たちに語っていたそうである。

### 塩野門之助
塩野門之助は1853年（嘉永6）7月に島根藩士塩野鉄之丞の長男として生まれた。門之助は10歳の年に父を亡くした。1870年（明治3年）に藩校修道館で、語学（フランス語）修行を命ぜられた。フランス人ワレットとアレキサンドルについて語学伝習を受けた。この語学伝習のあと、塩野は外務省に入った。同じ時期、住友家初代総理人・広瀬宰平は別子銅山の近代化が欠かせないと決断していた。そしてフランス人技師ルイ・ラロックを招聘し、次いでラロックの通訳として、外務省経験のある塩野を雇った。塩野が新居浜にやって来たのは1874年（明治7年）3月、彼が22歳のときであった。鉱山技術に興味を持った塩野は、ラロックの近代化プランである目論見書を翻訳するには、フランスで技術を学びたいと広瀬に申し出た。広瀬も近代化プランの実現には、フランス人の力を借りるのではなく日本人の力でやり遂げたいと考え、塩野門之助と増田好蔵の2人をフランス留学に派遣することを決めた。1876年（明治9年）4月、フランスに渡った塩野門之助は、ルイ・ラロックのアドバイスを受けて、家庭教師に幾何学や図学（製図学）を習い、パリ大学のソルボンヌ校へ舎密（化学）や物理学の聴講にも出掛けた。その後、実学を学ぶために1878年（明治11年）サン＝テティエンヌ鉱業学校に入学した。鉱山学を学び学位をとり、卒業後はフランス国内の鉱山で実地研修を重ねた。塩野が帰国したのは1881年（明治14年）、日本を出てから、5年8カ月の歳月が流れていた。塩野は日本帰国後の1882年（明治15年）2月に重任局詰の技術長に任ぜられ、新居浜惣開の洋式精錬所建設を任せられた。塩野はフランス留学以来望んでいた洋式精錬所建設が可能になったのである。しかし、この計画は塩野の思っていたようには行かなかった。当時の別子銅山責任者である広瀬宰平との意見の食い違いが大きな原因であった。塩野は1887年（明治20年）6月に技術長の職を辞任した。別子銅山を去った塩野は足尾銅山に就職した。この頃より塩野の関心は「選鉱」と「ベッセマー製銅」に向けられていた。ベッセマー炉とは、イギリス人ベッセマーが1856年に製鉄用として発明した転炉であるが、1883年（明治16年）にフランス人マンネスが製銅錬の応用に成功した。マンネスは塩野のサン＝テティエンヌ鉱業学校の先輩にあたる。1893年（明治26年）の5月、塩野は日本で最初のベッセマー炉を足尾銅山で完成させた。塩野は当初からの念願であった別子銅山でベッセマー炉を実用化したい希望を別子銅山の親会社である住友鉱山に書状を送り、1895年（明治28年）に別子にもどった。新居浜精錬所の四阪島移転による資金不足のためベッセマー炉の完成には至らなかったが、間吹法とベッセマー法を折衷した穴吹法を開発して、1899年（明治32年）から操業を開始した。四阪島精錬所が竣工した翌年1905年（明治38年）、塩野は「四阪島精錬所落成ニ付依頼解雇ス」という辞令を受け、別子銅山を去り、東京での生活を始めた。塩野は1933年（昭和8年）の7月、81歳で亡くなった。それから40年余り経った1975年に別子銅山は閉山された。別子銅山の開発と経営に一貫してあたった住友金属鉱山は、塩野の母校サン＝テティエンヌ鉱業学校の学生の実習を長年受け入れている。住友らしい律儀な社風である。追記になるが、この塩野が描かれた人物がTBSで2016年1月3日に放送された新春スペシャルドラマ「百年の計、我にあり －知られざる明治産業維新リーダー伝」に出てくる。サン＝テティエンヌ鉱業学校の建物も映し出された。塩野がサン＝テティエンヌ鉱業学校を去って135年後のことである。

### 歌原重三郎
京都府知事をしていた槇村正直はレオン・デュリーの「京都から、つぎの日本を背負ってたつ人材を養成しなければ」という進言に基づいて、1878年（明治10年）11月20日、フランスへ8名の留学生を送った。その中の一人が歌原重三郎である。歌原はフランス人レオン・デュリーの元でフランス語を習った。フランス語をよく解した。フランスへの留学の前年1877年、エミール・ギメが日本を訪れた。そのとき、ギメの調査通訳を務めたのが歌原であった。デュリーと歌原たちを乗せた船は1878年1月2日にマルセイユに到着した。歌原たち8名の留学生はマルセイユのサンシャルル校で4カ月間フランス語を学んだ。ときに歌原は18歳であった。1879年、歌原重三郎はサン＝テティエンヌ鉱業学校に入学した。それは前述の塩野門之助がサン＝テティエンヌ鉱業学校に入学した1年後であった。明治初期、フランスの地方都市にある学校に日本人二人が同時に在籍するのは宿命的なものであろうか。歌原は勉学に励んだ。当時の成績表によれば、歌原は同学年36人の中で上位にいた。彼のサン＝テティエンヌ鉱業学校での生活は成績表でしか推察できない。歌原と塩野は友人だったのか。1881年（明治13年）、塩野は学業を終え、帰国した。それからわずか1年後の1882年2月16日、歌原は肺病のため、サン＝テティエンヌで息を引きとった。Le Progrès誌のロワール県の追悼記事に歌原の死亡と葬儀日が報道されている。歌原の亡骸はサン＝テティエンヌの丘の上にある市営墓地に埋葬された。後に、デュリーは歌原の亡骸を引き取り、南フランスのランベスクに墓地に眠る彼の妻ジョセフィーヌのとなりに眠らせた。

### 小野敏郎
小野敏郎は1900年（明治33年）4月19日にリヨンで生まれた。小野組の丁稚から幹部にまで成った商人・小野善右衛門の甥であり養子であった小野政吉の三男である。政吉自身も1872年に8歳でフランスに留学し、10年後に帰国するも31歳で横浜正金銀行リヨン支店勤務となり、人生のほとんどをフランスで過ごした人物である。「ふらんす物語」の永井荷風の勤務先もこの銀行であり、女優の東山千栄子もリヨン時代に小野家に下宿していた。
1911年（明治44年）、敏郎は両親に連れられて生まれて初めて日本の土を踏んだ。その数年後、父の仕事のため、再度リヨンに赴いた。敏郎は1917年（大正6年）にリヨンのアンペール高校でバカロレア取得した。アンペール高校はフランス革命前はインペリアル（帝国）高校と呼ばれ、フランスで最初に男女共学を実施したことで知られている。現在の名前であるアンペール高校の名前の由来は、アンペールの法則を発見し、電流の国際単位アンペアで知られている卒業生アンドレ=マリ・アンペールによっている。同じ年の9月、小野敏郎はグランゼコールの受験準備のため、リヨンのパルク高校の理科系準備クラスに入学した。その2年後の1919年（大正8年）にサン＝テティエンヌ鉱業学校に合格した。17歳でバカロレア取得、2年間の理科系準備クラスという経緯から判断すると、小野敏郎は優秀だったと言える。
敏郎が入学した当時のサン＝テティエンヌ鉱業学校の定員は40名だった。かなりのエリート養成校だった。敏郎は学業成績が優秀だった。また、敏郎はこの学校の校友会誌の設立グループとして編集と挿絵を担当した。校友会にはリーダー的な学生が集まった。敏郎は彼の母国語がフランス語だということにもよろうが、活発な学生だったと推察できる。敏郎が作成した表紙は「Le pic qui chante」とフランス語でデザインされ、第1号は1920年（大正9年）3月に発行された。その後、この表紙は10数年間もサン＝テティエンヌ鉱業学校の校友会誌を飾ることになった。敏郎は1921年（大正10年）にサン＝テティエンヌ鉱業学校卒業し,両親と共に帰国した。
1923年（大正12年）に三菱鉱業に入社、間もなく三菱商事に転じた。敏郎は日本語も流暢であったが、母国語は教育を受けたフランス語であった。英語、スペイン語、ドイツ語、ロシア語もよく解した。1930年代の初めに三菱商事パリ支店勤務の辞令が下り、再びフランスでの生活が始まった。優れた語学能力を持った敏郎のパリでの生活は非常に多忙であった。1940年6月、ドイツ軍がフランスに侵入し、パリは陥落寸前だった。事務所はボルドーに疎開した。敏郎は仕事の過労と戦争によるストレスで健康をそこねた。そして、1941年1月23日、41歳の短い人生を閉じた。小野敏郎は人生の3分の2をフランスで過ごした。
1980年ごろまでは定員60名前後だったが、2015年の定員は160名まで膨らんでいる。

## 国際交流協定
同校は下記の日本の大学と大学間協定あるいは部局間協定を結び、学生及び研究者レベルでの交流を行っている。
- 東北大学（大学間学術交流協定）
- 九州工業大学（大学間交流協定）
- 熊本大学（部局間交流協定）